# Luka Sliskovic
Luka Sliskovic (* 4. April 1995 in Zofingen) ist ein schweizerisch-österreichischer Fussballspieler.

## Karriere

### Vereine
Sliskovic begann seine Karriere beim FC Sursee. 2008 wechselte er zum SC Kriens. Im Januar 2011 wechselte er für ein halbes Jahr zum FC Luzern, ehe er zu Kriens zurückkehrte. Im Sommer 2012 kehrte er zu Luzern zurück. Bei Luzern kam er ab März 2013 in der U-21-Mannschaft in der viertklassigen 1. Liga zum Einsatz. Nach 44 Spielen für die Zweitmannschaft der Luzerner wurde er im Februar 2016 an den Zweitligisten FC Biel-Bienne ausgeliehen. Sein Debüt in der Challenge League gab er am 15. Februar 2016, als er am 20. Spieltag der Saison 2015/16 gegen den FC Winterthur in der 68. Minute für Orr Barouch eingewechselt wurde.
Zur Saison 2016/17 wurde Sliskovic an den FC Winterthur weiterausgeliehen. Nach dem Ende der Leihe nach Saisonende wurde er fest von Winterthur verpflichtet. In vier Spielzeiten kam er zu 125 Zweitligaeinsätzen für Winterthur, in denen er 36 Tore erzielte. Zur Saison 2020/21 wechselte Sliskovic nach Deutschland zum Drittligisten 1. FC Magdeburg, bei dem er einen bis Juni 2023 laufenden Vertrag erhielt. Für Magdeburg kam er 20 Einsätzen in der 3. Liga. Am Ende der Saison 2021/22 stieg er mit dem Team in die 2. Bundesliga auf. In dieser kam er aber nicht mehr zum Zug, im August 2022 wurde sein Vertrag aufgelöst.
Im September 2022 kehrte er daraufhin in die Schweiz zurück, wo er sich dem Zweitligisten FC Schaffhausen anschloss. Für Schaffhausen kam er zu 18 Einsätzen in der Challenge League. Nach der Saison 2022/23 verliess er den Klub wieder. Nach einem halben Jahr ohne Verein wechselte er im Februar 2024 zum Drittligisten SC Kriens, bei dem er bereits in seiner Jugend gespielt hatte.

### Nationalmannschaften
Sliskovic wurde im Juni 2014 in das vorläufige Kader Österreichs für die U-19-EM 2014 berufen. Er schaffte den Sprung in das endgültige Kader jedoch nicht. Im September 2014 absolvierte er zwei Partien für die Schweizer U-20-Nationalmannschaft gegen Deutschland und Polen.